# Wake Up! (песня Zivert)
«Wake Up!» (с англ. — «Проснись!») — песня российской певицы Zivert, выпущенная 1 июля 2022 года на лейблах «Первое музыкальное издательство» и «Семья». Песня вошла в пятёрку лучших в радиочарте России.

## Музыкальное видео
Музыкальное видео было выпущено 11 августа 2022 года. Его режиссёром и оператором стал Алексей Куприянов. Съёмки проходили в Москве. В клипе, помимо Zivert, появились такие звёзды как Баста, Мот, Niletto, HammAli & Navai, Дима Билан, Lyriq, Andro и Елена Летучая.

## Отзывы критиков
Алексей Мажаев в своей рецензии для InterMedia отметил, что песня скорее не мотивационная, а расслабляющая, в ней нет развития сюжета, слушатель как бы сразу попадает в обволакивающий диско-фанк-ритм, и ему остаётся только в нём раствориться, ни о чём особо не думая. Также он положительно оценил видеоклип на песню.

## Чарты

### Еженедельные чарты
| Чарт (2022)                    | Высшая позиция |
| ------------------------------ | -------------- |
| Латвия (EHR Русские хиты)      | 7              |
| Россия (TopHit All Media Hits) | 2              |
| Россия (TopHit Radio Hits)     | 5              |
| Россия (TopHit YouTube Hits)   | 53             |
| Москва (TopHit Radio Hits)     | 14             |

### Ежемесячные чарты
| Чарт (2022)                    | Высшая позиция |
| ------------------------------ | -------------- |
| Россия (TopHit All Media Hits) | 4              |
| Россия (TopHit Radio Hits)     | 6              |
| Россия (TopHit YouTube Hits)   | 55             |
| Москва (TopHit Radio Hits)     | 17             |

### Годовые чарты
| Чарт (2022)                    | Позиция |
| ------------------------------ | ------- |
| Россия (TopHit All Media Hits) | 54      |
| Россия (TopHit Radio Hits)     | 62      |
| Россия (TopHit YouTube Hits)   | 111     |
| Москва (TopHit Radio Hits)     | 76      |

## История релиза
| Регион | Дата        | Формат                      | Лейбл                     | Ист.   |
| ------ | ----------- | --------------------------- | ------------------------- | ------ |
| Мир    | 1 июля 2022 | Цифровая загрузка, стриминг | Первое музыкальное, Семья | [ 19 ] |
| СНГ    | 5 июля 2022 | Радиоротация                | Первое музыкальное, Семья | [ 20 ] |